# El amor brujo
El amor brujo é um filme de drama espanhol de 1967 dirigido e escrito por Francisco Rovira Beleta. Foi indicado ao Oscar de melhor filme estrangeiro na edição de 1968, representando a Espanha.

## Elenco
- Antonio Gades - Antonio
- La Polaca - Candelas
- Rafael de Córdoba - Diego Sánchez
- Morucha - Lucía
- Nuria Torray - Soledad
- José Manuel Martín - Lorenzo
- Fernando Sánchez Polack - Padre de Candelas